# La serp blanca: L'origen
La serp blanca: L'origen (xinès simplificat: 白蛇：缘起; xinès tradicional: 白蛇：緣起; pinyin: Báishé: Yuánqǐ;) és una pel·lícula de fantasia animada del 2019 dirigida per Amp Wong i Zhao Ji, amb producció d'animació per Light Chaser Animation. La pel·lícula es va inspirar en el conte popular xinès de la Llegenda de la serp blanca i es va estrenar a la Xina l'11 de gener de 2019. S'ha doblat i subtitulat al català.
Una seqüela, Bai She 2: Qing She jie qi, es va anunciar el 2020 i es va estrenar el 23 de juliol de 2021.
La pel·lícula s'ha presentat a festivals com el Festival Internacional de Cinema d'Animació d'Annecy, el Festival Internacional de Cinema Fantasia, Festival de Cinema de Londres, Festival de Cinema de Sitges, Festival Internacional de Cinema de Varsòvia, i l'Animation is Film Festival.